# Door, Door (album)
Door, Door – debiutancki album z 1979 postpunkowego zespołu The Boys Next Door który był protoplastą zespołu The Birthday Party. Album został nagrany przed opuszczeniem przez zespół Australii i przeprowadzką do Londynu w 1980 roku. Wtedy też, zespół zdecydował się na zmianę nazwy na The Birthday Party i stworzył większość charakterystycznego dla siebie materiału muzycznego. Natomiast omawiany album odbiega stylistycznie od późniejszych dokonań i jest bardziej podobny do muzyki pop.

## Lista utworów
| 1.  | "The Nightwatchman"   | 2:07  |
|     |                       |       |
| 2.  | "Brave Exhibitions"   | 2:27  |
|     |                       |       |
| 3.  | "Friends of my World" | 2:46  |
|     |                       |       |
| 4.  | "The Voice"           | 2:55  |
|     |                       |       |
| 5.  | "Roman Roman"         | 1:35  |
|     |                       |       |
| 6.  | "Somebody's Watching" | 2:39  |
|     |                       |       |
| 7.  | "After a Fashion"     | 4:36  |
|     |                       |       |
| 8.  | "Dive Position"       | 2:47  |
|     |                       |       |
| 9.  | "I Mistake Myself"    | 4:31  |
|     |                       |       |
| 10. | "Shivers"             | 4:34  |
|     |                       |       |
|     |                       | 30:57 |
|     |                       |       |
Wszystkie utwory autorstwa The Boys Next Door.

## Skład zespołu
- Nick Cave – śpiew
- Mick Harvey – gitara, pianino
- Phill Calvert – perkusja
- Rowland S. Howard – gitara
- Tracy Pew - gitara basowa

### Muzycy sesyjni
- Chris Coyne – saksofon tenorowy
- Andrew Duffield – elektronika
- Henry Vyhnal – skrzypce